# 藤村忠寿
藤村 忠寿（ふじむら ただひさ、1965年5月29日 - ）は、日本のテレビディレクター、舞台俳優、エッセイスト、YouTuber、声優。北海道テレビ放送（HTB） コンテンツ事業室兼編成局シニアクリエイティブフェロー。

## 来歴

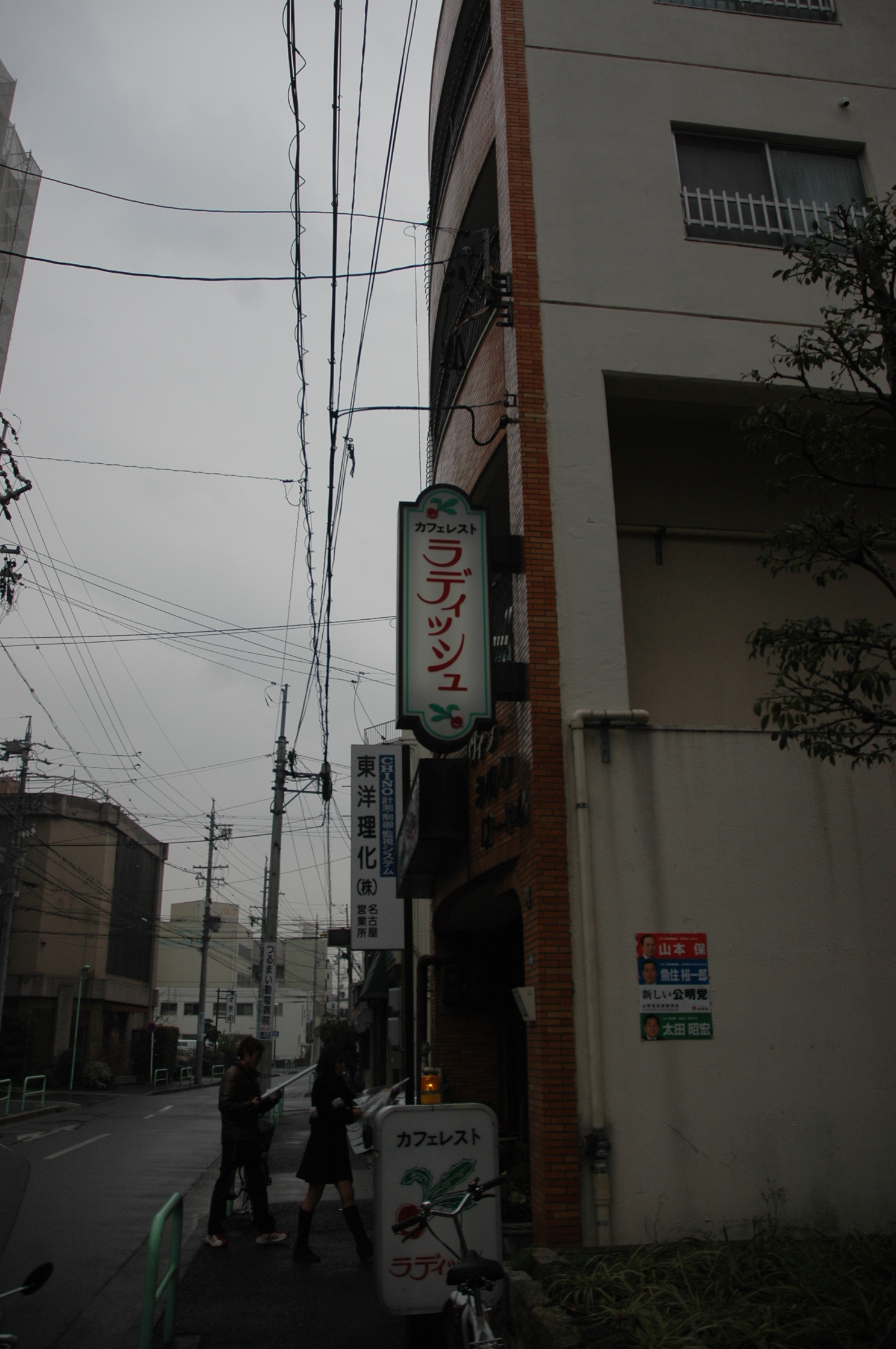
母が経営していた「カフェレスト ラディッシュ」（2014年1月に閉店）

愛知県出身。出生時は父の実家のある新城市に居住していたが（産まれたのは名古屋市の病院）、愛知県新城市立東郷東小学校4年の時に名古屋市天白区八事に転居。父は写真館に勤め、母は喫茶店を営んでいた。名古屋市立表山小学校、名古屋市立御幸山中学校、名古屋市立向陽高等学校卒業後、河合塾千種校を経て北海道大学法学部に進学。中学から大学までラグビー部に所属しており（ポジションはフッカー）、北大の4年生時代は主将を務めた。
4年次に卒業単位にわずかに足りずに1年留年することになるが、この時に北海道テレビ（HTB）に就職していたラグビー部の先輩の誘いを受け、報道部のカメラマン助手のアルバイトを1年半ほど務める。この時の経験から、「（仕事が）楽(らく)そうだな」と思ったのと元々テレビ好きだったのを機に、アルバイトの延長的にHTBの入社試験を受け、1990年4月に同社に正社員として入社。元HTBアナウンサーの森田政仁、『ドラバラ鈴井の巣』元チーフディレクターの杉山順一は同期。入社後は報道部を希望していたが、東京支社編成業務部に配属され5年間勤務。
1995年、30歳の時に本社制作部に異動となり、『モザイクな夜』の制作チームに配属。何も知らない状態からテレビ番組の制作を担当していく（詳細後述）。翌1996年10月、『モザイクな夜V3』の後継番組として『水曜どうでしょう』を立ち上げ、チーフディレクターに就任。鈴井貴之・大泉洋及びカメラ担当ディレクターの嬉野雅道と共に過酷な旅を行い、地方ローカル番組としては異例の全国へ番組販売・DVD発売・インターネット放送・番組本、写真集発売等、様々な事業を展開するなど、同番組は大ヒットとなっている。放送開始以降、レギュラー放送終了後も再放送（『どうでしょうリターンズ』『水曜どうでしょうClassic』　『水曜どうでしょうプレミア』）及びDVD販売に向けた再編集業務を手がけるとの理由から、基本的に同番組関連業務を専従で務めている。
2010年4月の人事で組織変更に伴い、HTBの制作部からコンテンツ事業室へ異動。事業室では番組制作に直接関わる部署ではないが、その後も嬉野と同様に『水曜どうでしょう』の番組制作に専従。また、自身が民放労連北海道テレビ労組のリーダーを務めていた関係で「基本的に会社に対して反抗的であったので、役職付けとして昇進出来ない」と共演者である大泉に揶揄されている。2014年から、劇団イナダ組と関わって以降、役者として舞台出演する機会が増えて行き、2015年6月に藤村源五郎一座を旗揚げし、読売テレビの西田二郎も参加している。2016年4月1日付の人事で、HTBのコンテンツ事業室兼編成局クリエイティブフェローに就任。2019年2月18日に嬉野と共にYouTube「藤やんうれしーの水曜どうでそうTV」を始める。2019年10月1日付けで、母校・北海道大学の公共政策学連携研究部・教育部フェローに就任（無給）。
2021年8月2日、WOWOW「電波少年W 〜あなたのテレビの記憶を集めた〜い!〜」に出演予定だったが新型コロナウイルスの陽性反応が判明し出演を見合わせ、翌日自身の公式サイトで公表した。その後、9月13日および9月20日放送の同番組で出演を果たしている。
2023年6月、北海道ラグビーフットボール協会アンバサダーに就任。
2024年8月、藤村率いるチームHTBが、北海道函館市で2024年8月23日～25日に開かれたモルック世界大会に出場し、16強に入る（9位タイ）。その後も北海道テレビ放送では独自に240チームが参加するモルックHTB杯を2025年4月に開催するなど近年はモルックへの造詣も深い。
2025年6月、ベガルタ仙台　ケミ・リサSENDAI アンバサダーに就任。

## 受賞
- 第6回大山勝美賞（2020年）[15]

## 人物

### 会社員として
元々報道志望だったのは、本来バラエティ番組が好きだったものの、大きな予算を使って大掛かりな番組作りが出来ないローカル局で、「現場」として出来る最もリアルな仕事が報道だったからだとのこと。
東京支社では主にCMの価格を決める営業活動等のスポットデスク業務に携わり、仕事はデスクワークばかりで嫌だったが、この5年のおかげで視聴率を重視するテレビの仕組みを学んだ。
本社制作部では『モザイクな夜』の制作担当スタッフとなるが、構成作家・タレントがいなかったため、初めて制作したVTRは藤村自らが股間にゾウのぬいぐるみをつけたゾウさんというキャラクターであった。またテレビ番組制作に関する知識も皆無だったが、同番組では「2秒の音源を1秒にする」といった常識にとらわれない編集手法を確立し、番組制作の経験を積んでいった。
HTBスペシャルドラマ『歓喜の歌』『ミエルヒ』『チャンネルはそのまま!』の監督などHTB全社を挙げて取り組むドラマの制作にも携わっている。『ミエルヒ』は、HTBの制作番組としては初めてギャラクシー賞テレビ部門優秀賞、放送文化基金賞（番組部門テレビドラマ番組賞）等その年のドラマ賞を総なめにし、『チャンネルはそのまま!』は日本民間放送連盟賞テレビ部門グランプリ（連続ドラマとして史上初、コメディとしても初）を受賞した。
前述の役者としての芝居活動やYouTube制作活動を会社から「出勤扱い」にされており、北海道には月に1週間しか滞在していないという。その一方で、番組制作に携わった当初から「ローカル局としての番組作り」を意識しており、故に東京進出（独立やキー局等への転籍）は考えておらず、「（東京のキー局と）真ん中で正々堂々と殴り合うよりも、後ろからコソッと近づいて、横から殴るほうが性に合っている」と述べている。特に、ネット配信が普及した昨今ではローカル局製作番組が全国で視聴可能になる仕組みが出来つつあることを念頭に「地方の番組だから、こうあるべき」みたいな意識を持たなくていいと思っているという。

### 『水曜どうでしょう』のチーフディレクターとして
『水曜どうでしょう』を立ち上げるにあたり「視聴率が取れる番組でないと意味がない」と考え、大物タレントを呼べるような予算もない中で「ローカル局が製作した番組と思われないこと」を意識するために、『進ぬ!電波少年』の手法を参考にして、無名のタレントを起用してハプニングを期待する旅企画などを思いついた。このとき、『モザイクな夜V3』に出演していた、当時北海学園大学の一学生であった大泉洋を抜擢したが、当初は「はっきり言って出演者は誰でもよかった」としつつ、大泉独特の喋りが編集のリズムを生み出し、「どうでしょう」のスタイルができあがっていったという。
『水曜どうでしょう』ではチーフディレクターとしての仕事の他、ナレーター（後述）や、あくまでロケに同行する「しょっちゅう見切れるディレクター」として半ば出演者同様に登場する。番組内で時折顔や全身が映ることがあるが、カメラ担当ディレクターの嬉野雅道が、彼を被写体として意識的に撮っている部分はほぼない模様。しかし、大泉始め他の出演者とのやりとりや特徴的な笑い声がファンのあいだで「ヒゲの笑い袋」として番組名物として語られるようになるなど、彼の声による「出演」はもはや同行スタッフの枠を超え、番組の出演者の一人として無くてはならない存在になっている。中でも「対決列島」では「チームびっくり人間」の大将として登場（ただし前述のとおり、基本的に顔は映らない）。「甘いものに目がない」「（食物を）噛まずに飲む」という自らの特質を活かし、大食い対決では甘い菓子類が苦手な鈴井を圧倒した。その一方、梅干し等の酸味の強い食材が苦手で、梅干しや柑橘類が大好物である鈴井に逆襲を食らったりもしている。
上記の「甘いものに目がない」という特質は「対決列島」が終了して以降もファンたちの間では長きに渡って強烈なインパクトを残し続けており、「どうでそうTV」内においても視聴者から「藤やんはあんな食生活で体悪くしてないの?」という質問が届いた事がある。これに対し藤村は同じく動画内で「俺は毎日対決列島してる訳じゃねぇ」「お酒が好きになったので今は甘いものは殆ど食べない」などと回答している。
「水曜どうでしょう official website」では掲示板の運営管理者でもある。日記を記すときは宣伝を怠らない。どうでしょうグッズの考案にも熱心である。
テレビ番組制作に愛を持ち、『天才・たけしの元気が出るテレビ!!』、『電波少年シリーズ』などをヒットさせた日本テレビの土屋敏男からも「（『水曜どうでしょう』のDVDに関する話題があがり、反響が多かったことから）この番組を作った人は、本当に愛されている」と称された。
一方、『saku saku』（テレビ神奈川）とは、ローカル局制作の人気番組同士（しかも『saku saku』は一時HTBで番組販売されていた）ということもあって何かと交流があり、何度か同番組に出演している。なお、同番組では諸事情により「じむ」の名で呼ばれることが多い（詳しくはsaku sakuの出演者、登場キャラクター#会話の話題に上がった人物を参照）。
藤村は、『水曜どうでしょう』で関わり続けている鈴井・大泉・嬉野との関係について、「たまたま同じ（ローカル番組という“小さな”）船に乗って、（全国区という）大海に漕ぎ出してしまった乗組員」と話している。数々の過酷なロケを共にし、濃密な人間関係を築いてはいるが、一方で互いは「親友」ではなく、「番組という『利害関係』で結ばれた4人」「もう抜け出すことはできないという、十字架を背負った関係であると思うのです。でもその十字架を、もう重いとは思っていません。むしろ『自分は、これさえ背負っていけばいいのだ』と清々しい気持ちでさえあります」と話している。また、視聴率を強く意識していた『水曜どうでしょう』についても、2019年には「新規（の視聴者）を増やそうと思ってないし、無理やり面白くしようとも思ってない。『どうでしょうをこれからも見たい』というお客さんの思いに応えることが一番」「（コンテンツとして大きくなりすぎて）もはや誰が何を言おうと、たとえ視聴率がどんなに悪かろうと、番組が終わることはもはやありえない」と視聴率を気にしない姿勢を述べている。

## 制作

### テレビ
- モザイクな夜V3（1995年 - 1996年9月、HTB） - ディレクター（後期はチーフディレクター）
- Funky mama 今日もすっぴん（HTB） - ナレーター
- 笑わしたるねん（HTB）- フロア
- 水曜どうでしょう（1996年10月9日 - 2002年9月4日（レギュラー放送）、HTB） - チーフディレクター（兼編集・ナレーション）
  - どうでしょうリターンズ（1999年1月5日 - 2004年5月5日、HTB）
  - 水曜どうでしょうClassic（2004年7月14日 - 放送中、HTB）
- ドラバラ鈴井の巣「なんてったってアイドル!」 最終話（2004年12月16日、HTB) - 北海道厚生年金会館からのステージ生放送中継ディレクター

### DVD
- 水曜どうでしょうDVD全集 - チーフディレクター（兼編集・ナレーション・副音声解説）

### プロモーションビデオ
- 福原美穂「Sir Duke」「恋はリズム -Believe My Way-」（2006年）
- DEPAPEPE「紫陽花」（2009年）

### 演出
- 連続テレビ小説『フィヨルドの恋人』（1999年、HTB・『水曜どうでしょう』内の企画「ヨーロッパリベンジ」より）
- テレビドラマ『四国R-14』（2000年、HTB）
- 舞台「水曜天幕團旗揚げ公演 『蟹頭十郎太』」（2003年） - 構成・演出
- テレビドラマ『スバセカ劇場』（HTB） - 演出
  - 残された2人（2007年）
  - キカイな取調べ（2008年）
- HTB開局40周年記念テレビドラマ『歓喜の歌』（2008年、HTB）
  - このドラマでは大泉が主演、嬉野がプロデューサーとして参加しているため、「どうでしょうスタッフが全国ネットドラマで再結集」として注目が集まった。
- HTBスペシャルドラマ『ミエルヒ』（2009年、HTB）
  - 第47回ギャラクシー賞テレビ部門優秀賞、第36回放送文化基金賞番組部門テレビドラマ番組賞受賞、第41回照明技術賞テレビドラマ・Vシネマ部門審査委員特別賞受賞。
- HTBスペシャルドラマ『幸せハッピー』(2012年、HTB)
- HTB開局50周年記念テレビドラマ『チャンネルはそのまま!』（2019年、HTB） - 監督（兼ナレーション）
  - 藤村をモデルとした情報部部長の小倉虎也 役としても出演。
  - 日本民間放送連盟賞番組部門テレビドラマ番組最優秀賞、および同賞テレビ部門グランプリを受賞[25]。

### 楽曲
- 雅楽戦隊ホワイトストーンズ〜愛のテーマ（鈴井貴之と共同作詞）

## 出演番組

### テレビ
- saku saku（tvk） - 過去数回出演
- 日本の、これから 放送記念日特集「テレビの、これから」（2009年3月21日、NHK）
- アグレッシブですけど、何か? 第361話・第362話「ローカルDサミット」前編・後編（2015年1月28日・2月4日、広島ホームテレビ）
- 木曜ドォーモ（2013年2月14日、九州朝日放送）
- たまたま（2013年4月2日 - 不定期、テレ玉）
- #エンダン（2013年4月29日、NOTTV）
- カツヤマサヒコSHOW（2015年12月5日、サンテレビ）
- チャンネルはそのまま!（2019年3月、HTB） - 小倉虎也役
- 5時に夢中!（2020年3月4日、東京MX）- ゲストとして出演
- ちょっと聞いてよ！藤村センパイ（2020年3月23日、HTB）テレビでは初の冠番組。HTBの公式YouTubeの動画[26]を再編集して放送。
- 電波少年W 〜あなたのテレビの記憶を集めた〜い!〜（2021年9月13日、WOWOWプライム、WOWOWオンデマンド、YouTube）- ゲストとして出演

### テレビアニメ
- onちゃんアニメいっぱい（1996年、HTB） - 博士 役
- ゆるキャン△ SEASON2（2021年） - ワカサギ釣りの男性 役、飯田さん 役
- スナックバス江（2024年） - 藤やん 役

### ラジオ
- 藤村忠寿のひげ千夜一夜（ラジオNIKKEI第1[27]、2016年12月21日 - ）
月1回放送[28]。次女と嬉野も出演することがある。

## その他

### OVA
- 茄子 スーツケースの渡り鳥（2007年10月24日発売） - アメデオ（ロードレースチーム・パオパオビールスタッフ）役

### Webアニメ
- スター・ウォーズ：ビジョンズ
  - のらうさロップと緋桜お蝶（2021年9月22日、Disney+） - 弥三郎 役（吹き替え）[29]

### 映画
- 幕が上がる（2015年2月28日公開） - 中西の父親 役
- ドラムマンz バチがもたらす予期せぬ出来事（2015年12月12日公開） - BAR店主 役
- 猫は抱くもの（2018年6月23日公開） - サビ猫、スナックの客 役

### 舞台

#### 2014年
- 劇団イナダ組『わりと激しくゆっくりと』 - 6月札幌公演
- OOPARTS『SHIP IN A BOTTLE』 - 11月東京、大阪、名古屋、札幌公演

#### 2015年
- 劇団イナダ組
  - 『カメヤ演芸場物語』 - 札幌公演
  - 『わりと激しくゆっくりと』 - 3月札幌、東京公演
- 藤村源五郎一座
  - 『人斬幕末伝』 - 4月東京　6月大阪　7月札幌公演
  - 『戦国褌列伝』 - 12月仙台、大阪公演

#### 2016年
- OOPARTS『HAUNTED HOUSE』 - 2月東京、大阪公演　3月札幌公演
- 藤村源五郎一座『戦国褌列伝』 - 4月東京公演
- 劇団イナダ組『亀屋ミュージック劇場』 - 5月札幌、東京公演

#### 2017年
- 藤村源五郎一座『戦国梟雄列伝』 - 3月大阪公演
- 劇団イナダ組『シャケと爺と駅と』 - 5月札幌、東京公演
- OOPARTS『天国への階段』 - 7月東京　8月大阪、札幌、仙台、松本公演

#### 2018年
- 藤村源五郎一座『戦国梟雄列伝』 - 2月東京公演
- 劇団イナダ組『いつか抗い そして途惑う』 - 6月札幌、東京公演

#### 2019年
- 劇団イナダ組『刹那ィ』 - 6月札幌、東京公演
- OOPARTS 『リ・リ・リストラ～仁義ある戦い・ハンバーガー代理戦争』- ８月東京 9月札幌、大阪公演

#### 2020年
- 劇団イナダ組 『カメヤ演芸場物語』- 2月札幌公演

#### 2022年
- 『チコちゃんに叱られる！on STAGE」～そのとき歴史はチコっと動いた！～』- 3月 東京､大阪公演

### 音楽
- キイロイアメノウタ（パイン、2017年） - 作詞を担当。作曲は読売テレビの西田二郎。

## 著作

### 書籍
- 劇的クリエイティブ講座(2009年9月、イースト・プレス刊、ISBN 978-4781602165)
- けもの道（2011年4月、メディアファクトリー刊、ISBN 978-4840138833）
- 腹を割って話した（2011年3月、イースト・プレス刊、ISBN 978-4781605708）
- 腹を割って話した（未知との遭遇）（2013年9月、イースト・プレス刊、ISBN 978-4781610597）
- 人生に悩む人よ 藤やん・うれしーの 悩むだけ損!（2012年3月、アスキー・メディアワークス刊、ISBN 978-4048709415）
- 人生に悩む人よ 藤やん・うれしーの 続・悩むだけ損!（2013年9月、アスキー・メディアワークス刊、ISBN 978-4048915960）
- てれびバカ ツッパリオヤジVS小悪魔オヤジ（2013年8月、角川マガジンズ刊、ISBN 978-4047318861）
- 仕事論「水曜どうでしょう」2人の名物ディレクターが働き方を語る(2019年2月、総合法令出版刊、ISBN 978-4862806635)
- 笑ってる場合かヒゲ 水曜どうでしょう的思考1（2020年1月、朝日新聞出版刊、ISBN 978-4022516572）
- 笑ってる場合かヒゲ 水曜どうでしょう的思考2（2020年2月、朝日新聞出版刊、ISBN 978-4022516589）
- 週休3日宣言―水曜どうでしょうハウスにこもって考えたこと （どうで荘文庫）（2020年10月、烽火書房刊、ISBN 978-4991116018）
- 水曜日のおじさんたち（2020年12月2日、KADOKAWA刊、ISBN 978-4041093184） - 鈴井貴之・嬉野雅道との共著

### コラム
- 北海道新聞（連載終了）
- 朝日新聞（2016年7月 - ）
- 月刊Blu-ray&DVD Express（AVエクスプレス社）「観る・思う・考える・書く」
- 電撃ゲームス「藤やん・うれしーの悩むだけ損!」

### 注記
1. ↑  母の喫茶店「カフェレスト ラディッシュ」は『水曜どうでしょう』の企画「対決列島」でもロケを敢行し、ファンも全国から訪れるほどの人気店となったが2014年1月に閉店した[1]。
2. ↑  但し、2019年新作『北海道に家、建てます』では、既にディレクター陣の知名度も広まっていることや、藤村・嬉野共にYouTubeやSNSなどでも個人で活動していたことなどから、嬉野も含めて意図的にディレクター陣が映されたカットも複数収録されている。